# メディコス
『メディコス』（スペイン語: Médicos, línea de vida）は、メキシコのテレビドラマ。ラス・エストレージャスで2019年11月11日に初公開された。

## 登場人物
レヒーナ・ヴィラセニョール
演 - リビア・ブリト
ダビッド・パレデス
演 - ダニエル・アレナス
アルトゥーロ・モリーナ
演 - ロドルフォ・サラス